# Simics Judit
Zsemberyné Simics Judit (Mohács, 1967. szeptember 28. –) olimpiai ezüstérmes, Európa-bajnok magyar kézilabdázó.

## Játékosként
Tizenkét évesen kezdett el kézilabdázni. A Vasassal 1993-ban magyar bajnok és a BEK ezüstérmese lett. 1996-ban a Dunaferrhez igazolt, itt 1998-ban, 1999-ben és 2001-ben magyar bajnokcsapat tagja volt. 1998-ban EHF-kupa, 1999-ben BEK és Szuperkupa győztes csapat tagja lett. 2001-ben vonult vissza a kézilabdától.

## Edzőként
2006-ban a Vasas technikai vezetőjeként dolgozott. 2007-től a gödöllői Hajós Alfréd Általános Iskola testnevelő tanára és a FŐNIX ISE utánpótlás edzője volt.
2013-tól a Ferencváros lány ifjúsági csapatát vezette 2022-es távozásáig.
2023 januárjától átvette az NB1-ben szereplő Érd NK csapatának irányítását, miután Horváth Roland lemondott a pozícióból.

## Magánélete
1986-ban Csurgón a Csokonai Vitéz Mihály Gimnáziumban érettségizett. 1991-ben a Testnevelési Főiskolán szerzett testnevelő tanári diplomát. 1994-ben házasságot kötött Zsembery Tamás testnevelő tanárral, a 17-szeres magyar válogatott kézilabda-kapussal. 1994-ben született meg első gyermeke, Dorottya, majd 2003-ban született második gyermeke, Viktória. 

## Sikerei

### Klubcsapatokban
- Magyar bajnokság: 4-szeres győztes: 1993, 1998, 1999, 2001
- magyar kupa: győztes: 1998, 1999, 2000
- EHF Bajnokok Ligája győztes: 1999
- EHF Bajnokok Ligája döntős: 1993
- EHF-kupa győztes: 1998
- Európai szuperkupa győztes: 1999

### Válogatottban
- Olimpia:
  - ezüstérmes: 2000
- Kézilabda-Európa-bajnokság:
  - győztes: 2000
  - bronzérmes: 1998